# Helmut Weitzer
Helmut Paul Weitzer (* 7. Mai 1901 in Graz; † 22. November 1976) war ein österreichischer Industrieller und Manager.

## Leben und Wirken

### Frühes Leben und Ausbildung
Helmut Weitzer wurde am 7. Mai 1901 als Sohn des späteren geschäftsführenden Sekretärs des Verbandes der obersteirischen Eisen- und Stahlwerke, Paul Weitzer (* 19. September 1875; † 12. Oktober 1938), und dessen Ehefrau Therese (geborene Kyfal; * 29. Oktober 1876; † 12. Oktober 1938) in Graz geboren und hatte mindestens ein Geschwister, seinen Bruder Alfred, zum Zeitpunkt dessen Heirat 1930 Stahlwerksassistent der Schoeller-Bleckmann-Werke in Hönigsberg bei Mürzzuschlag. Seine Eltern starben im Jahr des Anschlusses Österreichs bei einem Verkehrsunfall im Norden von Kapfenberg. Nach seiner allgemeinen Schulausbildung, die er mit der Matura an einem Gymnasium abschloss, besuchte Helmut Weitzer die Montanistischen Hochschule Leoben. Diese schloss er als Diplom-Ingenieur ab und promovierte hier zusätzlich 1926/27 mit der Dissertation Über das Auftreten von sehnigem und körnigem Bruch, unter Berücksichtigung der Primärkristallisation und Fähigkeit zur Gleitebenenbildung zum Dr. mont.

### Berufliche Laufbahn bei Böhler
In den Konjunkturjahren ab 1924 trat Weitzer seinen Dienst bei der Gebrüder Böhler & Co. AG in Kapfenberg an. Nach einem Jahr in der Versuchsanstalt wechselte er in das Stahlwerk, wo er sich vom Betriebsassistenten bis hin zum Stahlwerksdirektor hocharbeitete. Der Verkaufsumsatz bei Böhler wuchs zu dieser Zeit von Jahr zu Jahr und betrug beispielsweise 1929 nahezu dreimal so viel wie noch 1923. Während dieser Zeit heiratete er am 16. Mai 1925 in der evangelischen Gustav-Adolf-Kirche in Leoben eine Berta Veit (* 16. Dezember 1912; † 21. Oktober 1970), die Tochter von Gottfried Veit, Chefkonstrukteur bei der ÖAMG. Um das Jahr 1929 war er als Beisitzer bei der mit dem Steirischen Heimatschutz kooperierenden und in einem Naheverhältnis zur ÖAMG stehenden Unabhängigen Gewerkschaft aktiv. Bei Böhler durchlief Weitzer verschiedene Ebenen und war während des Zweiten Weltkriegs maßgeblich an der Planung des damals modernsten Elektrostahlwerks des Deutschen Reiches bzw. Europas in Sankt Marein im Mürztal beteiligt. Dieser Standort stellte neben Stammwerk in Kapfenberg-Redfeld und dem Werk in Kapfenberg-Deuchendorf den dritten größeren Böhler-Standort in der Region dar. Nach dessen teilweiser Fertigstellung und der Betriebsaufnahme im Juni bzw. Juli 1944 übernahm Weitzer die Direktionsleitung des Werks. Als Stahlwerksdirektor in Kapfenberg war er bereits seit 1942 im Planungsstab für das St. Mareiner Werk, dessen Bau 1943 beschlossen worden war, tätig gewesen. Da eine weitere Vergrößerung der Stahlwerks- und Walzwerksanlagen im Stammwerk aus Raummangel unmöglich war, entschied man sich für das nahegelegene St. Marein als neuen Werksstandort. Ursprüngliche Pläne einer Errichtung an der Donau in der Nähe von Wien oder in Linz waren verworfen worden. In seinem äußeren Erscheinungsbild ähnelte das Werk den ab Kriegsbeginn in Deuchendorf errichteten Werksanlagen.

### Der Bau des Elektrostahlwerks in St. Marein
Das noch weitgehend unfertige Elektrostahlwerk in St. Marein hatte jedoch nur kurze Zeit Bestand, da es während der sowjetischen Besatzung nach Kriegsende zwischen Mai und Juli 1945 wieder demontiert wurde. 1944 waren die ersten beiden 30-Tonnen-Elektrolichtbogenöfen errichtet und in Betrieb genommen worden. Die erste Ausbaustufe des Werkes konnte bis Kriegsende jedoch nicht mehr fertiggestellt werden. Beim Bau der Großanlage, für die sich neben Weitzer unter anderem auch Franz Leitner besonders verdient gemacht hatte, setzte man erstmals eine Reihe völlig neuer Ideen um, von denen einige von Heinrich Müller in dessen im Februar 1941 in Düsseldorf gehaltenen Vortrag Der zweckmäßigste Bau von Lichtbogenofen-Stahlwerken aufgezeigt worden waren. Der Vortrag basierte auf dessen 1940 durch die Rheinisch-Westfälische Technische Hochschule Aachen approbierten Dissertation gleichen Titels. Zwei weitere 50-Tonnen-Elektrolichtbogenöfen (bereits weitestgehend fertig, jedoch noch nicht in Betrieb genommen) und zwei 70-Tonnen-Siemens-Martin-Öfen wären noch geplant gewesen. Dieses Elektrostahlwerk war weltweit das erste, bei dem die Öfen in einem separaten Rauchschiff untergebracht waren, in dessen Gerüst sowohl die Ofendeckel als auch die Elektrodenhalterung verankert waren. Dadurch standen die Ofengefäße frei auf Hüttenflur und die Niederspannungsleitungen konnten durch die ebenfalls erhöht positionierten Transformatoren äußerst kurz gehalten werden. Während seines nur zehneinhalb Monate dauernden Betriebs (20. Juni 1944 bis 7. Mai 1945) produzierte das Elektrostahlwerk in St. Marein 21.877 Tonnen Rohstahl in 787 Chargen. Am ehemaligen Werksgelände befindet sich heute (Stand: 2025) das Werk des Treppenbauers Minka (Minka Holz- & Metallverarbeitungs GmbH) sowie eine Wohnsiedlung.

### Wechsel zur VÖEST und Mitwirkung am Wiederaufbau (Beispiel: LD-Verfahren)
Einige Zeit nach Kriegsende wechselte Weitzer 1947 zur VÖEST nach Linz, wo er in den darauffolgenden Jahren mit dem Wiederaufbau bzw. Ausbau des Werkes betraut wurde. Im Zusammenhang mit dem Ausbau war er mit allen volkswirtschaftlichen und technischen Fragen vertraut, ergänzt durch Erfahrungen aus mehreren Auslandsaufenthalten, die ihm ein vertieftes Verständnis industrieller Zusammenhänge verschafften. Unter seiner Leitung errichtete die VÖEST ein Blasstahlwerk, ein Kaltwalzwerk und eine Brammen- und Breitbandstraße. Nach dem Tod des Generaldirektors Walter Falkenbach ernannte das Bundesministerium für Verkehr und verstaatlichte Betriebe das Zwei-Männer-Verwalterkollegium Weitzer/Hitzinger zum öffentlichen Verwalter der VÖEST und beauftragte Weitzer mit der technischen Leitung des gesamten Unternehmens. Ihre offizielle Amtseinführung war dabei am 1. Juli 1952; nur wenige Monate später wurde der erste Tiegel im LD-Stahlwerk 1 in Betrieb genommen, wodurch Linz das erste Blasstahlwerk der Welt hatte. Am 24. Dezember 1953 wurde er hinter Walter Hitzinger zum stellvertretenden Generaldirektor der VÖEST ernannt und fungierte unter anderem als Geschäftsführer der Stahlbau Ges.m.b.H. und der Eisenwerke Oberdonau Ges.m.b.H. Zusammen mit Hubert Hauttmann setzte er sich ab Beginn der 1950er Jahre für die Etablierung des Linz-Donawitz-Verfahrens im Schiffbau ein, hielt dazu Vorträge und publizierte darüber in Fachzeitschriften. Von 1959 bis zu seiner Pensionierung 1967 wirkte Weitzer als technisches Vorstandsmitglied. Für sein Wirken bekam Weitzer vom Bundespräsidenten Theodor Körner im Dezember 1954 den Berufstitel Bergrat h.c. verliehen und wurde 1967 von seiner Alma Mater zum akademischen Ehrenbürger ernannt.

### Familie und Privatleben

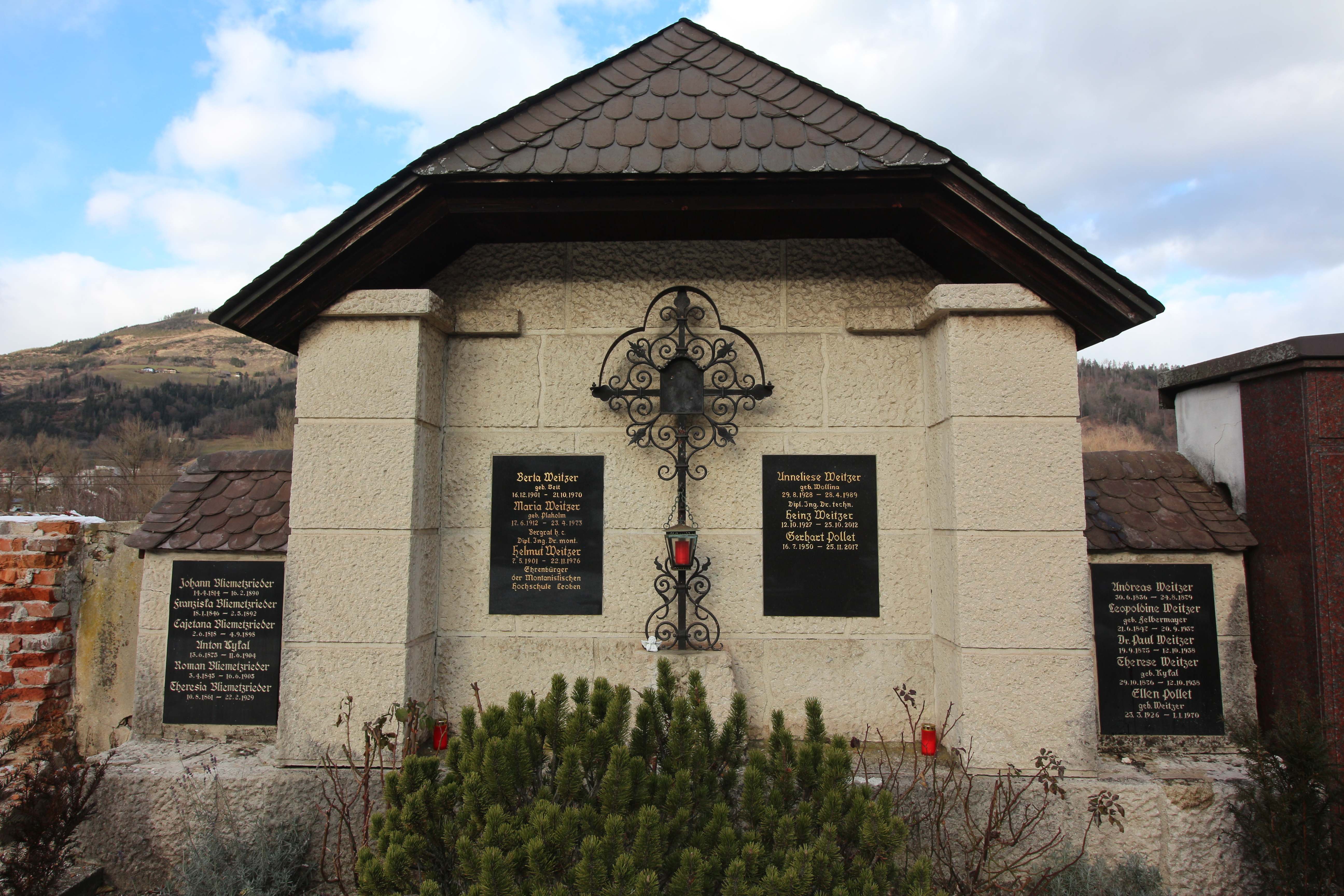
Grab der Familie Weitzer am Friedhof St. Ruprecht in Bruck an der Mur (2025)

Während ihrer Zeit in Linz bewohnte die Familie ein Einfamilienhaus auf der Gugl (Duftschmidgasse 10). Das Haus ist heute nicht mehr erhalten; es wurde um das Jahr 2018 abgerissen und durch einen Neubau ersetzt.
Rund sechs Jahre nach dem Tod seiner Ehefrau Berta starb Helmut Weitzer am 22. November 1976 im Alter von 75 Jahren und wurde im Familiengrab am Friedhof St. Ruprecht in Bruck an der Mur beerdigt. Aus der Ehe mit seiner Frau gingen mindestens zwei Kinder hervor. Das erstgeborene Kind war die Tochter Ellen (verheiratete Pollet; * 23. März 1926; † 1. Jänner 1970). Der Sohn Heinz Helmut (* 12. Oktober 1927 in Kapfenberg; † 25. Oktober 2012) war Diplom-Ingenieur und Dr. techn. und versah seinen Dienst ebenfalls bei der VÖEST bzw. nach deren Zerschlagung und Privatisierung ab den 1990er Jahren bei einem der Nachfolgeunternehmen. Auch seine Kinder fanden mit deren Familien im Familiengrab auf dem Brucker St.-Ruprecht-Friedhof ihre letzte Ruhestätte.

## Ehrungen (Auswahl)
- 1954: Verleihung des Berufstitels Bergrat h.c.
- 1967: Ernennung zum akademischen Ehrenbürger der Montanistischen Hochschule Leoben

## Schriften (Auswahl)
- Über das Auftreten von sehnigem und körnigem Bruch, unter Berücksichtigung der Primärkristallisation und Fähigkeit zur Gleitebenenbildung. Dissertation, Montanuniversität Leoben, Leoben 1926
- mit Hubert Hauttmann: LD-Stahl für den Schiffbau. In: Hansa. Zentralorgan für Schifffahrt, Schiffbau, Hafen. Hamburg 1956, Nr. 21/22, S. 1006–1011